# Polymerus
Genre
Synonymes
- Metopicoris Odhiambo, 1960[2]
- Systratiotus Douglas & Scott, 1865[2]

Polymerus est un genre d'insectes hémiptères du sous-ordre des hétéroptères (punaises) de la famille des Miridae.

## Liste d'espèces
Selon Catalogue of Life (22 juillet 2020) :
- Polymerus amazonicus Carvalho, 1976
- Polymerus americanus (Reuter, 1876)
- Polymerus amurensis Kerzhner, 1988
- Polymerus andinus Carvalho & Carpintero, 1989
- Polymerus aristeae Ferreira, 1979
- Polymerus asperulae (Fieber, 1861)
- Polymerus atacamensis Carvalho & Carpintero, 1986
- Polymerus aureus (Ballard, 1927)
- Polymerus balli Knight, 1925
- Polymerus basalis (Reuter, 1876)
- Polymerus basivittis (Reuter, 1909)
- Polymerus bimaculatus (Poppius, 1910)
- Polymerus brevicornis (Reuter, 1879)
- Polymerus brevirostris Knight, 1925
- Polymerus brevis Knight, 1925
- Polymerus caligatus (Stal, 1860)
- Polymerus carpathicus (Horvath, 1882)
- Polymerus carpinteroi Carvalho & Wallerstein, 1978
- Polymerus castilleja Schwartz, 1989
- Polymerus chilensis Carvalho & Gomes, 1969
- Polymerus chrysopsis Knight, 1925
- Polymerus coccineus (Spinola, 1852)
- Polymerus cognatus (Fieber, 1858)
- Polymerus consanguineus (Distant, 1904)
- Polymerus costalis Knight, 1943
- Polymerus cunealis (Reuter, 1907)
- Polymerus cuneatus (Distant, 1893)
- Polymerus delongi Knight, 1925
- Polymerus diffusus (Uhler, 1872)
- Polymerus dissimilis (Reuter, 1896)
- Polymerus ecuadorense Carvalho & Gomes, 1968
- Polymerus elegans (Reuter, 1909)
- Polymerus fasciolus Knight, 1943
- Polymerus flaviloris Knight, 1925
- Polymerus flavipes (Distant, 1904)
- Polymerus flavocostatus Knight, 1926
- Polymerus forughae Linnavuori & Hosseini, 2000
- Polymerus froeschneri Knight, 1953
- Polymerus fulvipes Knight, 1923
- Polymerus funestus (Reuter, 1906)
- Polymerus gerhardi Knight, 1923
- Polymerus gracilentus Knight, 1925
- Polymerus hirtulus Wagner, 1959
- Polymerus hirtus Knight, 1943
- Polymerus holosericeus Hahn, 1831
- Polymerus illini Knight, 1941
- Polymerus lammesi Rinne, 1989
- Polymerus lanuginosus (Distant, 1893)
- Polymerus longirostris (Reuter, 1905)
- Polymerus madagascariensis (Poppius, 1914)
- Polymerus microphthalmus (Wagner, 1951)
- Polymerus minutus Ferreira, 1979
- Polymerus modestus (Blanchard, 1852)
- Polymerus nigrigulis Knight, 1926
- Polymerus nigritus (Fallen, 1807)
- Polymerus nigropallidus Knight, 1923
- Polymerus nitidus (Odhiambo, 1960)
- Polymerus nubilipes Knight, 1925
- Polymerus obscuratus (Poppius, 1914)
- Polymerus ocellatus (V. Signoret, 1864)
- Polymerus opacus Knight, 1923
- Polymerus ornatifrons Odhiambo, 1959
- Polymerus pallescens (Walker, 1873)
- Polymerus pallidus Maldonado, 1969
- Polymerus palustris (Reuter, 1905)
- Polymerus pekinensis Horvath, 1901
- Polymerus peruanus Carvalho & Melendez, 1986
- Polymerus proximus Knight, 1923
- Polymerus punctipes Knight, 1923
- Polymerus relativus Knight, 1926
- Polymerus robustus Knight, 1925
- Polymerus rostratus T. Henry, 1978
- Polymerus rubescens Carvalho & Schaffner, 1973
- Polymerus rubidus (Reuter, 1896)
- Polymerus rubrocuneatus Knight, 1925
- Polymerus rubroornatus Knight, 1926
- Polymerus rufipes Knight, 1926
- Polymerus rugulus (Ballard, 1927)
- Polymerus sculleni Knight, 1943
- Polymerus severini Knight, 1925
- Polymerus shawi Knight, 1943
- Polymerus solitus (Walker, 1873)
- Polymerus standishi Knight, 1943
- Polymerus sticticus (Stal, 1860)
- Polymerus tepastus Rinne, 1989
- Polymerus testaceipes (Stal, 1860)
- Polymerus tinctipes Knight, 1923
- Polymerus tomentosus Villers, 1789
- Polymerus tumidifrons Knight, 1925
- Polymerus uhleri (Van Duzee, 1914)
- Polymerus unifasciatus (Fabricius, 1794)
- Polymerus vegatus (Van Duzee, 1933)
- Polymerus venaticus (Uhler, 1872)
- Polymerus venustus Knight, 1923
- Polymerus vittatipennis Knight, 1943
- Polymerus voelzkovi (Reuter, 1907)
- Polymerus vulneratus (Panzer, 1805)
- Polymerus wheeleri T. Henry, 1979
- Polymerus xerophilus Linnavuori, 1975